# Body art

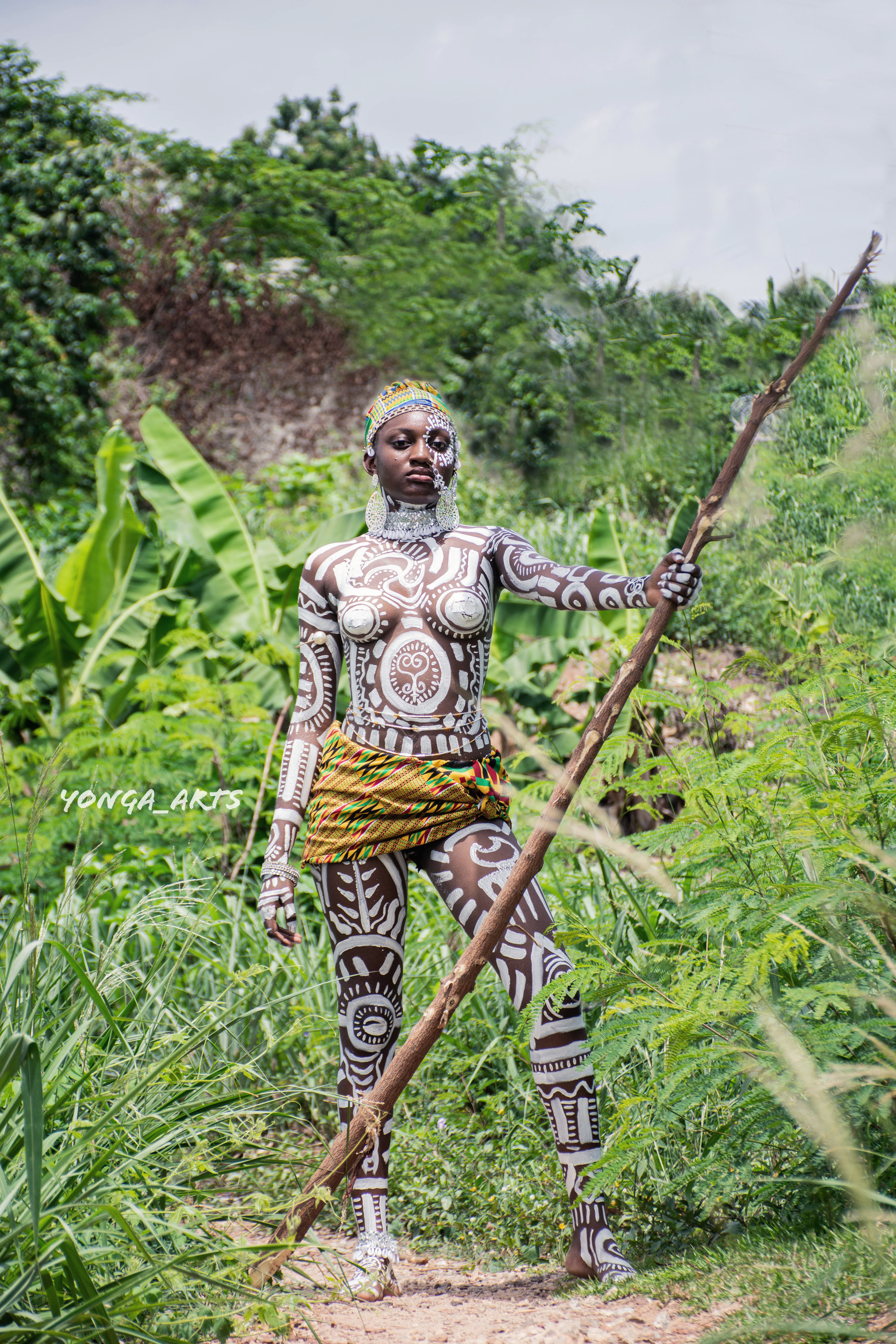
Pittura del corpo

Con il termine body art ("arte del corpo" dall'inglese), si intendono tutte quelle forme artistiche che utilizzano il corpo come mezzo d'espressione e/o come linguaggio. Le forme più comuni di body art sono il tatuaggio o il body piercing. Altre pratiche tipiche della body art comprendono la scarificazione, il Branding, gli impianti sottopelle, il body painting ed altre forme di modificazione corporea.

## Storia
Il termine "body art" è stato inizialmente adottato da una corrente artistica diffusasi negli Stati Uniti e in Europa negli anni sessanta del Novecento e successivamente inscritto nel più ampio ambito della performance art, ossia della prassi artistica teorizzata da Allan Kaprow nel 1959, che fece dell'azione dell'artista l'opera stessa, spesso coinvolgendo il pubblico.
Alcune forme estreme di body Art possono spingere il corpo fino al limite, ad esempio nell'Azionismo viennese ci si spinge in pratiche dissacranti e profanatorie del corpo umano, talvolta con connotati religiosi.
Marina Abramović esplora i suoi limiti fisici e la sua resistenza psichica, grazie anche ad una lunga preparazione mentale. In una delle prime performance restò in piedi al centro di una stella infuocata, e quando il fuoco consumò l'ossigeno svenne; venne salvata da un medico presente tra il pubblico. Nella performance The artist is present, svoltasi nel 2010 al M.O.M.A di New York, restò seduta immobile su una sedia ogni giorno per tre mesi, a incontrare con lo sguardo chiunque si fosse seduto innanzi a lei.
Altri artisti eseguono performance irriverenti e molto forti; Vito Acconci si masturba sotto al pavimento della sua esposizione, rendendo partecipi i visitatori delle sue fantasie erotiche; Hermann Nitsch propone dei riti tra il pagano e la simbologia cristiana dove sventra animali morti e cosparge i corpi dei suoi aiutanti con sangue e interiora; Gina Pane, considerata la madre della performance artistica (1939 / 1990) si ferisce con spine di rosa, lame, o rotolando su dei vetri per denunciare la concezione maschilista della figura femminile.
Nell'ambito della liberazione della donna furono molte le body artiste a combattere col proprio corpo contro le concezioni antiquate ancora in voga. Valie Export entrò in un cinema sperimentale vestita in modo provocante, con uno spacco nei pantaloni all'altezza dei genitali, per sfidare la concezione tradizionale cinematografica che voleva le donne come oggetti passivi incapaci di agire. ORLAN si sottopose a varie operazioni di chirurgia plastica, filmandole e rendendole pubbliche, nelle quali arrivò a ricercare una deformazione del proprio volto, in contrasto con l'idea di bellezza conformistica imposta alle donne.
In seguito, il corpo è diventato territorio di sperimentazioni: impianti, protesi, simbiosi fra corpo e nuove tecnologie, realtà virtuale. Anche in questo campo la body art ha sperimentato molto.

## L'impiego del corpo nelleperformanceartistiche

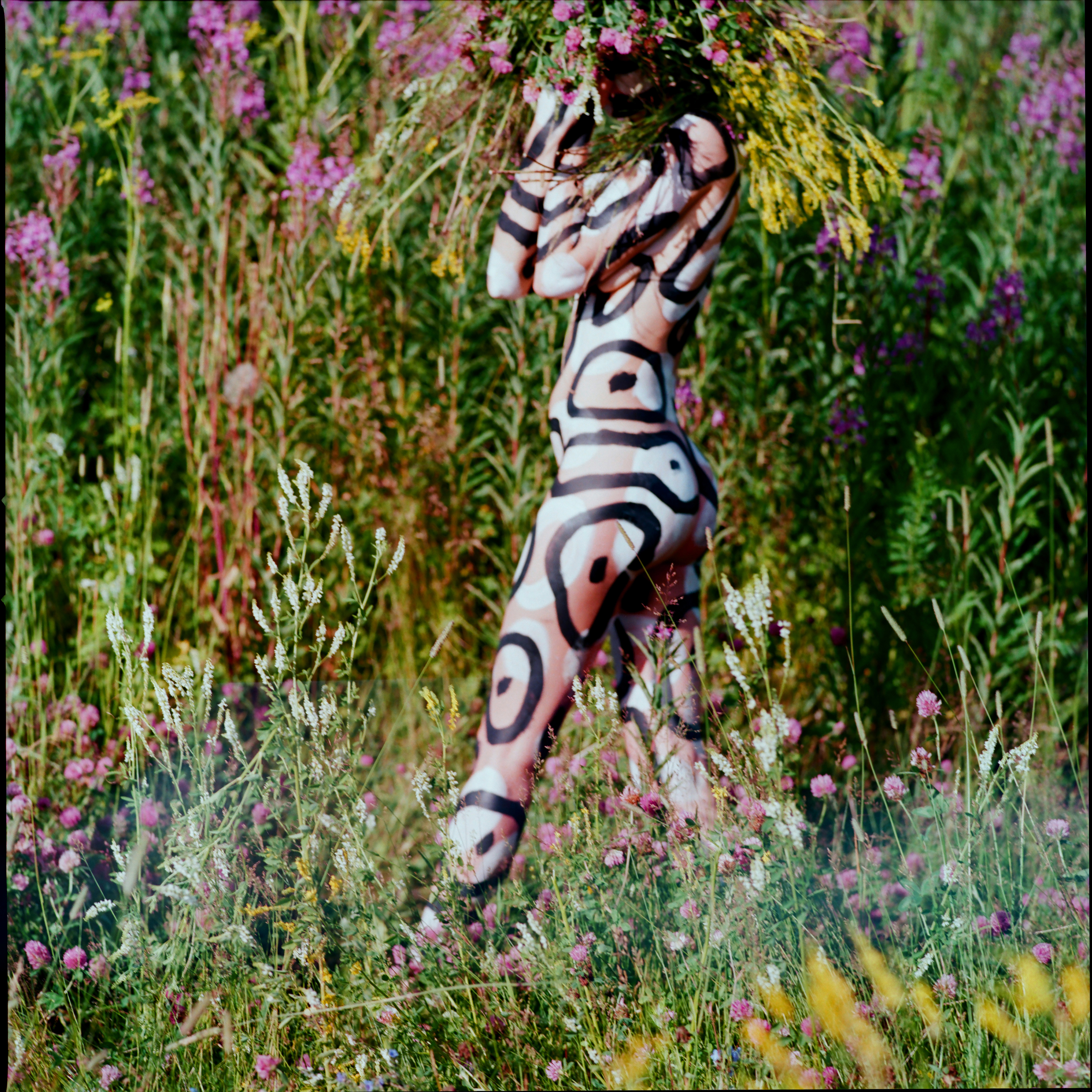
Aleksej Parygin. Posturbanism Nature. Performance art 2017

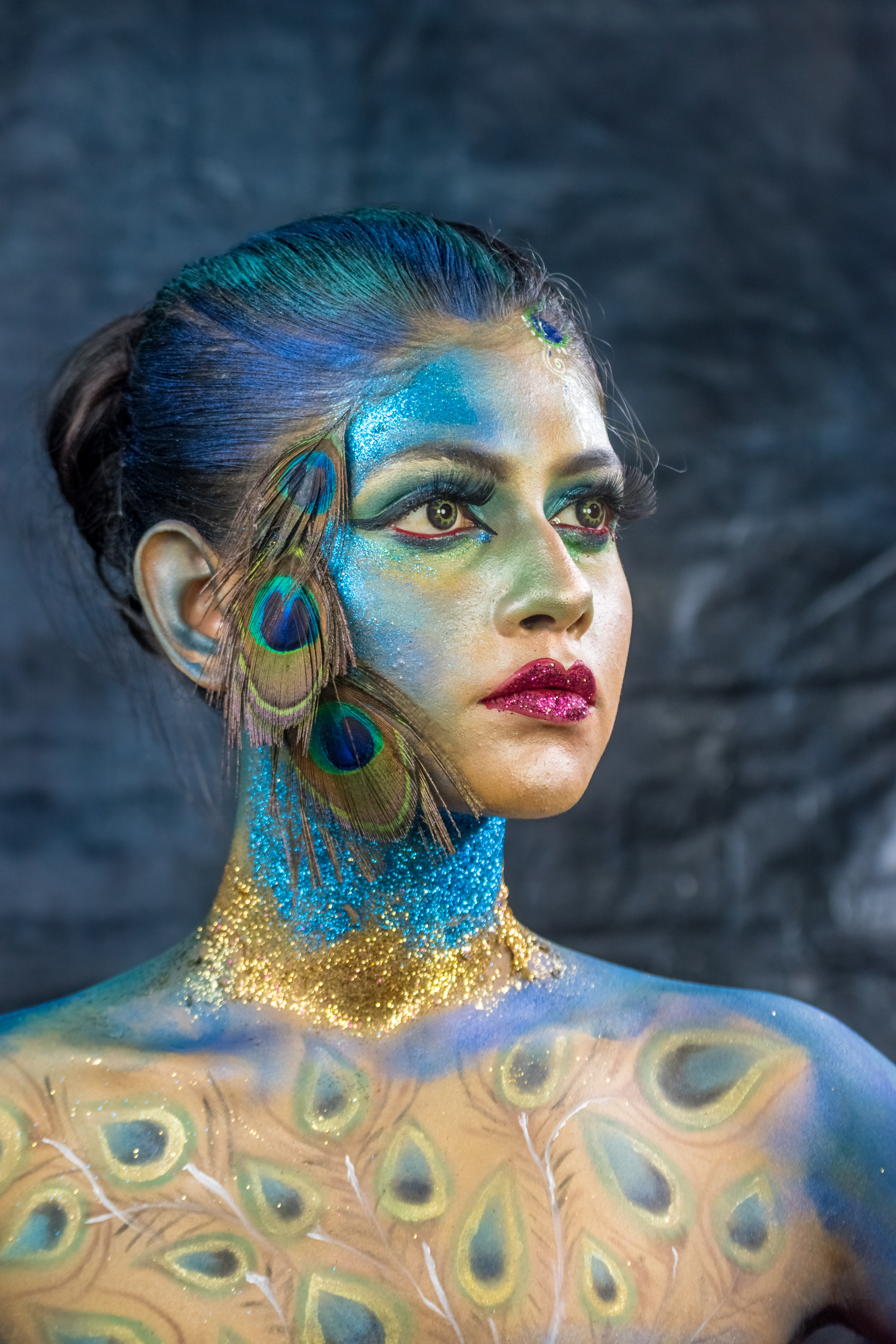
Danzatrice indiana pitturata da pavone

Il principale mezzo espressivo usato per questo genere artistico è il corpo umano. Il corpo è usato per allestire eventi estemporanei con movimenti corporei accompagnati da musica, elementi scenografici, danze, sequenze di azioni e gesti. La body art rende il corpo protagonista assoluto considerandolo soggetto e oggetto dell'espressione artistica ed esibendolo come opera. Vi è la volontà di provocare, di scuotere le convinzioni in fatto di arte.
All'uso del corpo come linguaggio, ricorrono sempre più artisti contemporanei di differenti tecniche e tematiche. Lea Vergine parla di alcuni caratteri che fanno da comune denominatore a questa maniera di fare arte: «la perdita di identità; il rifiuto del prevalere del senso della realtà sulla sfera emozionale; la romantica ribellione alla dipendenza da qualcuno o da qualcosa; la tenerezza come meta mancata e quindi frustrante; l'assenza (e l'angoscia che ne deriva) di una forma adulta, altruistica, d'amore».
In queste azioni spesso gli autori sono ossessionati dalla necessità di agire in funzione dell'altro. Vi è la necessità di mostrarsi per poter essere. Il performer non sceneggia la storia di un personaggio, ma è egli stesso storia e personaggio. Si volge così verso la ricerca di un'umanità non schiacciata dal funzionalismo della società, che sfugge al concetto di profitto: «l'importante non è sapere, ma sapere che si sa. È uno stato in cui la cultura non serve più a niente» (Lea Vergine, dall'informale alla body Art).
E continua: «Sbloccate le forze produttive dell'inconscio, si scatenano - in un continuo drammatizzare isterico - conflitti tra desiderio e difesa, tra licenza e divieto, tra contenuto latente e contenuto manifesto, tra pulsioni di vita e pulsioni di morte, tra voyerismo ed esibizionismo, tra tendenze sadiche e piacere masochistico, tra fantasie distruttive e catartiche». Nelle azioni della body Art la riproduzione meccanica (video, fotografia, film) assolve ad una duplice funzione: documentativa e di indagine penetrante.

### Le origini del nudo "in movimento"
Uno fra i primi a presentare modelli nudi, raffigurati in "movimento" su teli colorati fu, appunto negli anni Sessanta, l'artista francese Yves Klein mentre Salvador Dalí utilizzava le tracce cromatiche lasciate su grandi teli/tele dai corpi (nudi e colorati) lasciati agire in movimenti stimolati dalla musica. Da allora la body art ha subito naturali evoluzioni, incluse rappresentazioni a sfondo sadomasochista oltre ai riti di autolesionismo eseguiti a fini di un'arte performativa che prende spunto da tradizioni simili -di impronta religiosa- con l'intento di simboleggiare l'annullamento del ruolo dell'autore a favore di un 'fare arte' che lo sublima nell'opera in progress.
Gli inglesi Gilbert & George espongono se stessi, oppure compongono i loro ritratti viventi con riferimenti alla cultura statuaria classica ma con 'invenzioni' che insieme la onorano e la reinventano ogni volta.

### La body art oggi
In tempi più recenti, il termine body art è stato esteso (secondo alcuni in maniera non del tutto appropriata) alle moderne tecniche di tatuaggio, di scarificazione molto diffusa da secoli in tribù centroafricane ed amazzoniche e di piercing presente dagli albori dell'umanità come simbolo di potere, di ruolo ma anche di semplice decorazione (in massima parte) del viso e del torace che varia al variare di ritualità stagionali o dello stato di 'guerra' verso tribù ostili. In combinazione a tecniche di danza, con movimenti acrobatici, un'espressione di Body Art moderna è la Pole dance.
Secondo Montani, dal punti di vista filosofico ed esistenziale il piercing, la scarnificazione e la  body art «letteralizzano una lacerazione e un’offesa originaria, una separazione costitutiva dell’esistente dall’essere che può essere rappresentata solo come buco, fenditura,  lacerazione; essi hanno a che fare con una sofferenza che riguarda da vicino il non “andare da sé” della sessualità umana, il profondo commercio che essa intrattiene con il negativo e la morte».

## Le influenze nellaBody Art

### Surrealismo e Dadaismo
La body art ha alle spalle esperienze e riferimenti importanti, quali il Futurismo, Surrealismo e il Dadaismo.
Un capostipite del genere è l'opera (in fotografia) "Tonsure" di Marcel Duchamp: si rasò i capelli con una stella sulla parte alta della nuca e una striscia che la congiungeva alla fronte.
Anche il teatro (contemporaneo, d'avanguardia e sperimentale) ha molto influenzato, si pensi ad esempio a Antonin Artaud con il suo "Teatro della crudeltà", le forme di scrittura del corpo: come il Body painting e, secondo alcuni esegeti, anche il tatuaggio o il piercing in forme non meramente decorative.

### Pop Art, Land Art, Modern Dance, Video Art, Cinema d'Artista
Di queste performance resta solo documentazione fotografica e video, come di molte esperienze che la Pop Art espresse in specie nella Factory newyorkese di Andy Warhol.
Parlando di body art, più che riferirsi ad un movimento omogeneo è infatti corretto intendere la convergenza - sia sul piano teorico che espressivo - di artisti operanti in settori diversi e provenienti da differenti esperienze artistiche, come la Pop Art, la Land Art, la Modern Dance, la Video Arte, e il Cinema d'Artista o Indipendente degli anni 1970 (teorizzato da Raffaele Perrotta).